# سونغ جاي ريم
سونغ جاي ريم (18 فبراير 1985 - 12 نوفمبر 2024)، هو ممثل وعارض كوري جنوبي ولد في 18 فبراير 1985.

## الوفاة
في 12 نوفمبر 2024، أعلنت العديد من وسائل الإعلام أنه عُثر على سونغ ميتاً بعد ظهر اليوم المذكور.

## روابط خارجية
- سونغ جاي ريم على موقع IMDb (الإنجليزية)
- سونغ جاي ريم على موقع قاعدة بيانات الفيلم (الإنجليزية)